# بادقپک اطلسی
بادقپک اطلسی (نام علمی: Collocalia uropygialis) پرنده کوچکی از خانواده بادخورکان است. این گونه بومی جزایر سانتا کروز، وانواتو، کالدونیای جدید و جزایر لویالتی در جنوب غربی اقیانوس آرام است و در گذشته به عنوان یک زیرگونه از بادقپک درخشان در نظر گرفته می‌شد.